# Idaea limbata
Idaea limbata là một loài bướm đêm trong họ Geometridae.